# طواف إيطاليا 1914
طواف إيطاليا 1914 هو سباق دراجات هوائية أقيم بتاريخ 24 مايو – 7 يونيو، تكون السباق من 8 مراحل وامتدّ لمسافة 3162 كم بسرعة 23.37 كم/س، استغرق السباق 135 ساعة 17 دقيقة 56 ثانية.